# 블루 (음악 그룹)
블루(Blue)는 영국의 4인조 R&B 그룹이다. 원래 2000년에 결성되었으며 3개의 스튜디오 앨범을 냈다.(2001년 All Rise, 2002년 One Love, 2003년 Guilty)

## 디스코그래피
- All Rise (2001년)
- One Love (2002년)
- Guilty (2003년)
- Roulette (2013년)
- Colours (2015년)